# Nennigkofen
Nennigkofen är en ort i kantonen Solothurn i Schweiz.
Nennigkofen var tidigare en egen kommun, men den 1 januari 2013 slogs den ihop med kommunen Lüsslingen till kommunen Lüsslingen-Nennigkofen.